# Campeonato Sul-Americano de Clubes de Voleibol Masculino de 2015
O Campeonato Sul-Americano de Clubes de Voleibol Masculino de 2015 foi a décima quinta edição do torneio organizado anualmente pela CSV. Foi disputado entre os dias 11 e 15 de fevereiro no Estadio Aldo Cantoni, localizado na cidade de San Juan, na Argentina. A equipe campeã, o UPCN/San Juan, classificou-se para o Campeonato Mundial de Clubes de 2015, realizado entre 5 e 10 de maio, no Brasil. O MVP do torneio foi o búlgaro Nikolay Uchikov, atleta do time campeão da competição.

## Formato de disputa
As sete equipes qualificadas foram dispostas em dois grupos de quatro equipes, correspondente a fase classificatória,  na qual todas as equipes se enfrentaram entre si (dentro de seus grupos) em turno único. As duas primeiras colocadas de cada grupo se classificaram para a fase semifinal, na qual se enfrentaram em cruzamento olímpico.
Os times vencedores das semifinais se enfrentaram na partida final, que definiu o campeão; já as equipes derrotadas nas semifinais decidirão a terceira posição grupo (Perdedor do Jogo 11 x Perdedor do Jogo 12) e as equipes eliminadas antes da fase semifinal disputaram o quinto lugar (3ºA x 3º B), sétimo lugar (4ºB)
Para a classificação dentre dos grupos na primeira fase, o placar de 3-0 ou 3-1 garantirá três pontos para a equipe vencedora e nenhum para a equipe derrotada; já o placar de 3-2 garantirá dois pontos para a equipe vencedora e um para a perdedora.O torneio foi disputado com as novas regras implantadas pela Fivb  para as temporadas de 2015 e 2016:
a)as equipes podem relacionar 14 atletas, presente entre estas  duas líberos obrigatoriamente;
b) o toque em nenhuma parte da rede que esteja entre as antenas será permitido.

## Equipes participantes
As seguintes equipes foram qualificadas para a disputa do Campeonato Sul-Americano de Clubes de 2015:
| Equipe            | País      | Qualificação                                                     |
| ----------------- | --------- | ---------------------------------------------------------------- |
| UPCN/San Juan     | Argentina | Representante da Cidade-Sede                                     |
| Funvic/Taubaté    | Brasil    | Campeão da Copa do Brasil de 2015                                |
| C.A.Bohemios      | Uruguai   | Campeão da Super Liga Uruguaia de Voleibol de 2013-14            |
| Lomas de Zamora   | Argentina | Campeão do Torneio Argentino Pré Sul-Americano de Clubes de 2015 |
| Deportivo Linares | Chile     | Campeão da Liga Chilena A1 de 2014                               |
| Sada Cruzeiro     | Brasil    | Campeão da Superliga Brasileira A 2013-14                        |
| San Martín        | Bolívia   | Campeão da Liga Superior Boliviana de Voleibol de 2014           |

## Primeira fase

### Grupo A
Classificação
|     |                   |     | Jogos | Jogos | Jogos | Pontos | Pontos | Pontos | Sets | Sets | Sets  |
| Pos | Equipe            | Pts | T     | V     | D     | V      | P      | R      | V    | P    | R     |
| --- | ----------------- | --- | ----- | ----- | ----- | ------ | ------ | ------ | ---- | ---- | ----- |
| 1   | UPCN/San Juan     | 6   | 2     | 2     | 0     | 155    | 114    | 1.360  | 6    | 0    | MAX   |
| 2   | Lomas de Zamora   | 3   | 2     | 1     | 1     | 133    | 131    | 1.015  | 3    | 3    | 1,000 |
| 3   | Deportivo Linares | 0   | 2     | 0     | 2     | 56     | 109    | 0.514  | 0    | 6    | 0,000 |

Resultados
- Horários UTC-03:00

| Data   | Hora  |                 | Placar |                   | Set 1 | Set 2 | Set 3 | Set 4 | Set 5 | Total | Relatório |
| ------ | ----- | --------------- | ------ | ----------------- | ----- | ----- | ----- | ----- | ----- | ----- | --------- |
| 11 fev | 22:00 | UPCN/San Juan   | 3–0    | Deportivo Linares | 25-11 | 27-25 | 25-20 |       |       | 77–0  | 77-56     |
| 12 fev | 22:00 | UPCN/San Juan   | 3–0    | Lomas de Zamora   | 25-13 | 25-19 | 28-26 |       |       | 78–0  | 78-58     |
| 13 fev | 17:00 | Lomas de Zamora | 3–0    | Deportivo Linares | 25-18 | 25-18 | 25-17 |       |       | 75–0  | 75-53     |

### Grupo B
Classificação
|     |                |     | Jogos | Jogos | Jogos | Pontos | Pontos | Pontos | Sets | Sets | Sets  |
| Pos | Equipe         | Pts | T     | V     | D     | V      | P      | R      | V    | P    | R     |
| --- | -------------- | --- | ----- | ----- | ----- | ------ | ------ | ------ | ---- | ---- | ----- |
| 1   | Sada Cruzeiro  | 9   | 3     | 3     | 0     | 225    | 128    | 1.758  | 9    | 0    | MAX   |
| 2   | Funvic/Taubaté | 6   | 3     | 2     | 1     | 216    | 140    | 1.543  | 6    | 3    | 2,000 |
| 3   | C.A.Bohemios   | 3   | 3     | 1     | 2     | 153    | 199    | 0.769  | 3    | 6    | 0.500 |
| 4   | San Martín     | 0   | 3     | 0     | 3     | 98     | 225    | 0.436  | 0    | 9    | 0,000 |

Resultados
- Horários UTC-03:00

| Data   | Hora  |                | Placar |                | Set 1 | Set 2 | Set 3 | Set 4 | Set 5 | Total | Relatório |
| ------ | ----- | -------------- | ------ | -------------- | ----- | ----- | ----- | ----- | ----- | ----- | --------- |
| 11 fev | 17:00 | Funvic/Taubaté | 3–0    | C.A.Bohemios   | 25-14 | 25-18 | 25-11 |       |       | 75–0  | 75-43     |
| 11 fev | 19:30 | Sada Cruzeiro  | 3–0    | San Martín     | 25-5  | 25-14 | 25-8  |       |       | 75–0  | 75-27     |
| 12 fev | 17:00 | San Martín     | 0–3    | C.A.Bohemios   | 14-25 | 17-25 | 18-25 |       |       | 49–0  | 49-75     |
| 12 fev | 19:30 | Sada Cruzeiro  | 3–0    | Funvic/Taubaté | 25-21 | 25-23 | 25-22 |       |       | 75–0  | 75-66     |
| 13 fev | 19:30 | C.A.Bohemios   | 0–3    | Sada Cruzeiro  | 11-25 | 9-25  | 15-25 |       |       | 35–0  | 75-35     |
| 13 fev | 22:00 | Funvic/Taubaté | 3–0    | San Martín     | 25-5  | 25-6  | 25-11 |       |       | 75–0  | 75-22     |

## Finais
- Horários UTC-03:00

|  | Semifinais              | Semifinais              |   |                         | Final                   | Final |  |
|  |                         |                         |   |                         |                         |       |  |
|  | 14 de fevereiro - 21:30 |                         |   |                         |                         |       |  |
|  | UPCN/San Juan           | 3                       |   |                         |                         |       |  |
|  | Funvic/Taubaté          | 2                       |   |                         |                         |       |  |
|  |                         |                         |   |                         |                         |       |  |
|  |                         |                         |   |                         | 15 de fevereiro - 21:00 |       |  |
|  |                         |                         |   |                         | UPCN/San Juan           | 3     |  |
|  |                         | Sada Cruzeiro           | 2 |                         |                         |       |  |
|  |                         |                         |   |                         |                         |       |  |
|  |                         |                         |   |                         |                         |       |  |
|  |                         |                         |   |                         | Terceiro lugar          |       |  |
|  | 14 de fevereiro - 19:30 | 14 de fevereiro - 19:30 |   | 15 de fevereiro - 19:00 | 15 de fevereiro - 19:00 |       |  |
|  | Sada Cruzeiro           | 3                       |   | Funvic/Taubaté          | 1                       |       |  |
|  | Lomas Vóley             | 0                       |   |                         | Lomas Vóley             | 3     |  |

## Fase Semifinal

### Classificação de 5º  ao 7º

#### Classificação de 7º
- San Martín (4º Grupo B)

#### Classificação  de 5º  ao 6º
- Horários UTC-03:00

| Data   | Hora  |                   | Placar |              | Set 1 | Set 2 | Set 3 | Set 4 | Set 5 | Total | Relatório |
| ------ | ----- | ----------------- | ------ | ------------ | ----- | ----- | ----- | ----- | ----- | ----- | --------- |
| 14 fev | 17:30 | Deportivo Linares | 3 – 1  | C.A.Bohemios | 34-32 | 25-19 | 22-25 | 25-13 | -     | 106–0 | 106-89    |

#### Semifinalistas
Resultados
- Horários UTC-03:00

| Data   | Hora  |               | Placar |                | Set 1 | Set 2 | Set 3 | Set 4 | Set 5 | Total | Relatório |
| ------ | ----- | ------------- | ------ | -------------- | ----- | ----- | ----- | ----- | ----- | ----- | --------- |
| 14 fev | 20:30 | UPCN/San Juan | 3–2    | Funvic/Taubaté | 13-25 | 29-27 | 25-23 | 22-25 | 15-10 | 104–0 | 104-110   |
| 14 fev | 19:30 | Sada Cruzeiro | 3–0    | Lomas Vóley    | 25-17 | 25-15 | 25-18 | -     | -     | 75–0  | 75-50     |

## Fase Final
Resultados

### Classificação final de 3º e 4º Lugar
- Horários UTC-03:00

| Data   | Hora  |                | Placar |             | Set 1 | Set 2 | Set 3 | Set 4 | Set 5 | Total | Relatório |
| ------ | ----- | -------------- | ------ | ----------- | ----- | ----- | ----- | ----- | ----- | ----- | --------- |
| 15 fev | 19:00 | Funvic/Taubaté | 1– 3   | Lomas Vóley | 19-25 | 25-22 | 23-25 | 23-25 | -     | 90–0  | 90-97     |

### Finalistas
- Horários UTC-03:00

| Data   | Hora  |               | Placar |               | Set 1 | Set 2 | Set 3 | Set 4 | Set 5 | Total | Relatório |
| ------ | ----- | ------------- | ------ | ------------- | ----- | ----- | ----- | ----- | ----- | ----- | --------- |
| 15 fev | 21:00 | UPCN/San Juan | 3 – 2  | Sada Cruzeiro | 25-21 | 25-18 | 17-25 | 21-25 | 16-14 | 104–0 | 104-103   |

## Premiação
| Campeonato Sul-Americano de Clubes de Voleibol Masculino de 2015 |
| Argentina                                                        |
| ---------------------------------------------------------------- |
| UPCN/San Juan Campeão (2º título)                                |

## Classificação final
| Campeão | Vice-campeão | Terceiro lugar |
| UPCN/San Juan Garroq (L) Gustavo Molina Demián González Ualas Martins Nikolay Uchikov Martín Ramos Javier Filardi Nicolás Lazo Santiago Álvarez Marcus Popp Santiago Álvarez Sebastián Brajkovic Matías Salvo (L) Técnico: Fabián Armoa | Sada Cruzeiro Douglas Cordeiro William Arjona Wallace de Souza Serginho (L) Filipe Ferraz Yoandy Leal Paulo da Silva "PV" Éder Carbonera Isac Santos Fernando Kreling ”Cachopa” Frederic Winters(L) Rodriguinho Éder Levi KaduTécnico: Marcelo Mendez | Lomas de Zamora Diego Bonini Gustavo Porporatto Facundo Imhoff Lucas Ocampo Lisandro Zanotti Lucas Tell Alejandro Toro Sebastián Firpo Franco Massimino Juan Riganti Ramiro Nuñez Maximiliano Scarpin Técnico: Marcelo Silva |

| 4 | Funvic/Taubaté    |
| 5 | Deportivo Linares |
| 6 | C.A.Bohemios      |
| 7 | San Martín        |

## Prêmios individuais
A seleção do campeonato foi composta pelos seguintes jogadores:
- MVP (Most Valuable Player):  Nikolay Uchikov[3]